# Clytospiza
Clytospiza is een monotypisch geslacht van zangvogels uit de familie prachtvinken (Estrildidae). De enige soort:
- Clytospiza monteiri – Bruine druppelastrild